# (150) Nuwa
(150) Nuwa és un asteroide que pertany al cinturó d'asteroides descobert per James Craig Watson des de l'observatori Detroit d'Ann Arbor, als Estats Units d'Amèrica, el 18 d'octubre de 1875. Rep el nom per Nüwa (en xinès tradicional, 女媧; en xinès simplificat, 女娲 Pinyin «nǚwā»), una deessa de la mitologia xinesa.
Situat a una distància mitjana de 2,982 ua del Sol, i pot apropar-se fins a 2,605 ua. La seva inclinació orbital és 2,193° i l'excentricitat 0,1263. Fa una òrbita al voltant del Sol al cap de 1.881 dies.